# Parque nacional Isalo
El Parque Nacional Isalo es un parque nacional en la  Provincia de Toliara de Madagascar. El parque es conocido  por su gran variedad de terrenos, incluyendo formaciones de piedra arenisca, profundos barrancos, oasis de palmeras alineadas, y prados. La población más cercana es Ranohira, y la ciudad más cercana es Toliara. Se requiere a un guía local para los visitantes que entran en el parque, y los guías y los porteadores pueden ser contratados en Ranohira. Los viajes en el parque pueden durar desde varias horas a una semana o más. 
La amenaza principal para este parque viene de los fuegos ilegales  en el parque. Los fuegos limitan el grado de regeneración del bosque y aumentan las áreas de prados de pasto para el ganado de las poblaciones cercanas.  

## Flora
La vegetación, más abundante se encuentra en el interior del cañón, incluye diversas especies endémicas, tal como la "palma piuma" (Chrysalidocarpus isaloensis), la "pata de elefante" (Pachypodium rosulatum), el aloe de Isalo (Aloe isaloensis) e inoltre Sarcolaena isaloensis, Tetradenia isaloensis, Crossandra isaloensis.

## Fauna
La fauna del parque comprende 82 especies de aves, 33 especies de  reptiles convarias especies de camaleones, 15 especies de anfíbios, 14 especies de mamíferos de las cuales 7 especies de primates.

### Primates
Hay 7 especies de primates
- Cheirogaleus medius - lémur enano de cola gruesa
- Microcebus murinus - lémur ratón gris
- Mirza coquereli - microcebo de Coquerel
- Propithecus verreauxi - sifaka de Verreaux
- Lepilemur ruficaudatus - lémur saltador de cola roja
- Lemur catta - lémur de cola anillada
- Eulemur rufus - lémur marrón de frente roja

### Aves
El Parque alberga 82 especies de aves, de los cuales:
- Tachybaptus ruficollis
- Bubulcus ibis
- Scopus umbretta
- Dendrocygna viduata
- Anas erythrorhyncha
- Milvus migrans
- Polyboroides radiatus
- Circus maillardi
- Buteo brachypterus
- Falco newtoni
- Falco concolor
- Falco peregrinus
- Margaroperdix madagascariensis

### Anfíbios
El parque tiene 15 especies de anfibios
- Mantella expectata
- Scaphiophryne gottlebei
- Mantidactylus corvus
- Heterixalus luteostriatus
- Cromañonlus dubetins culleron

## Algunas imágenes

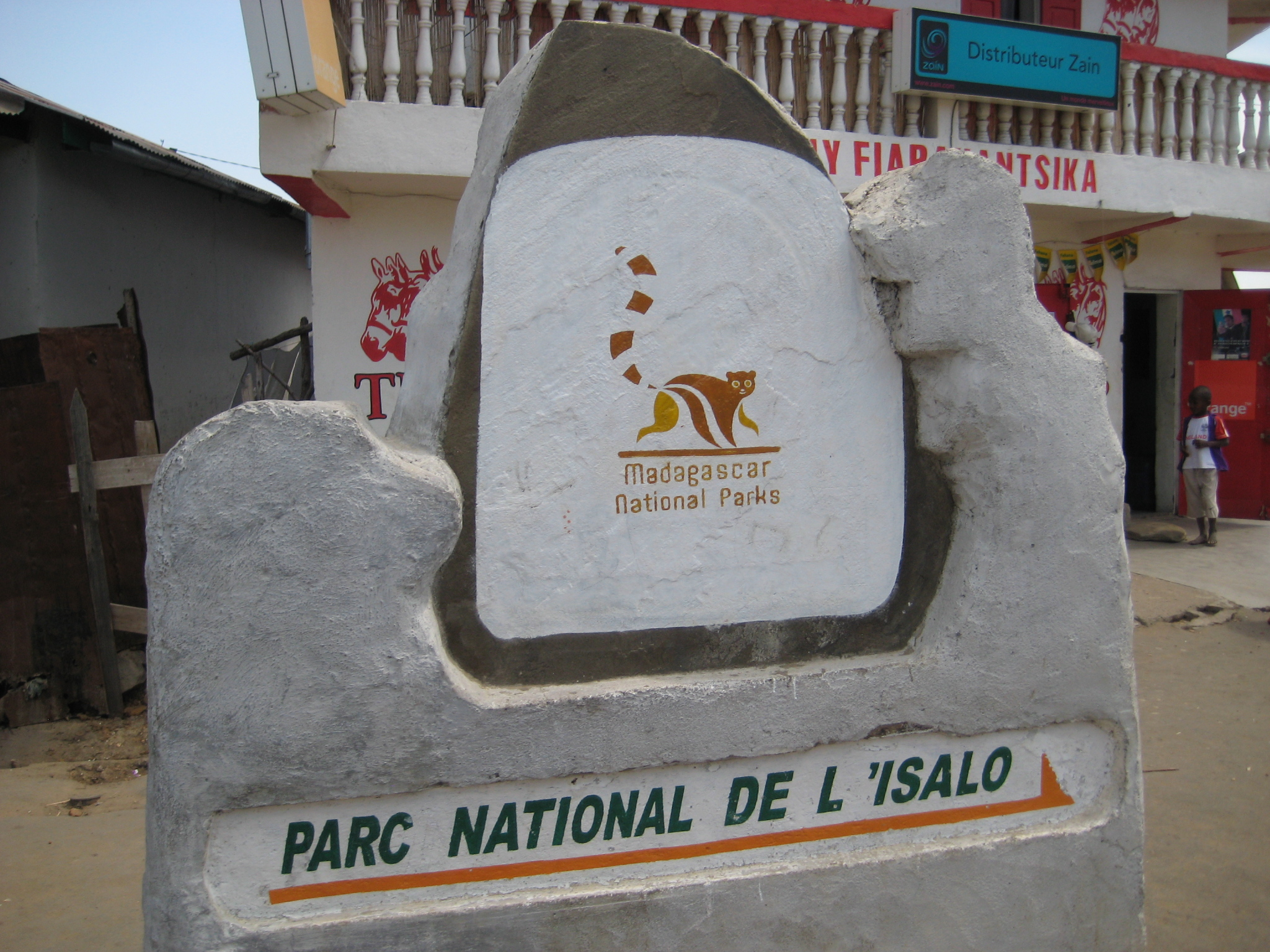
Señal del Parque Nacional Isalo
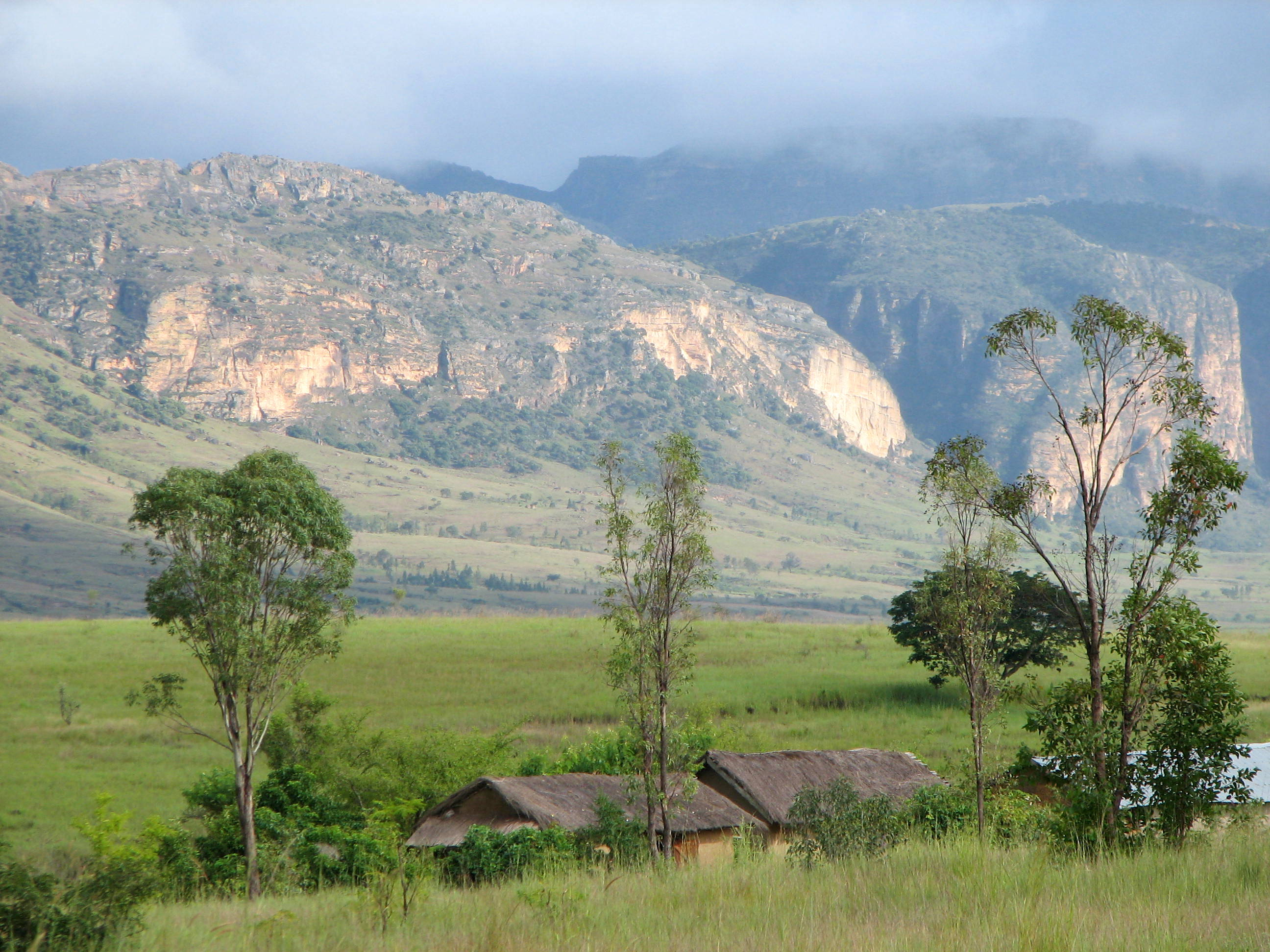
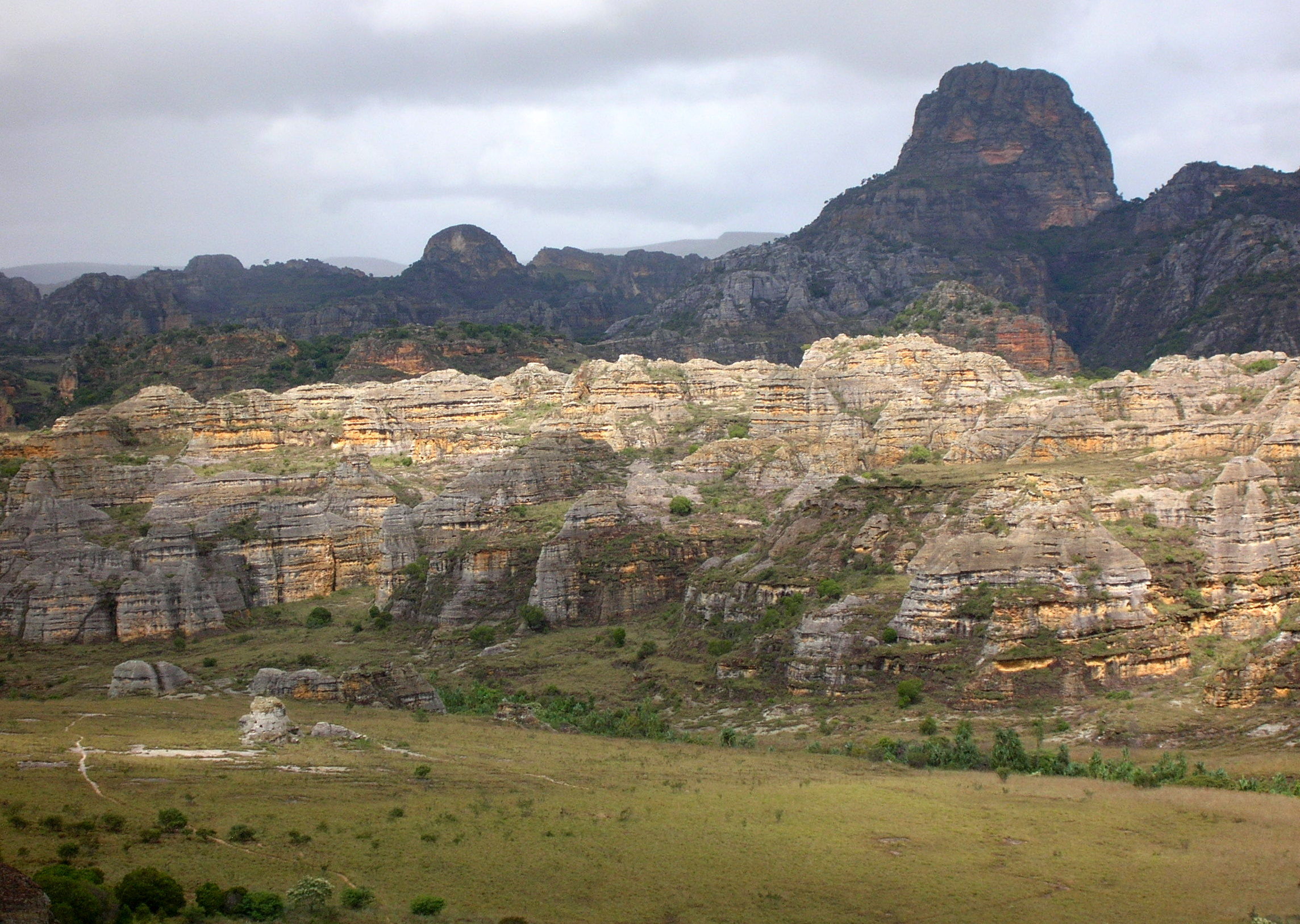
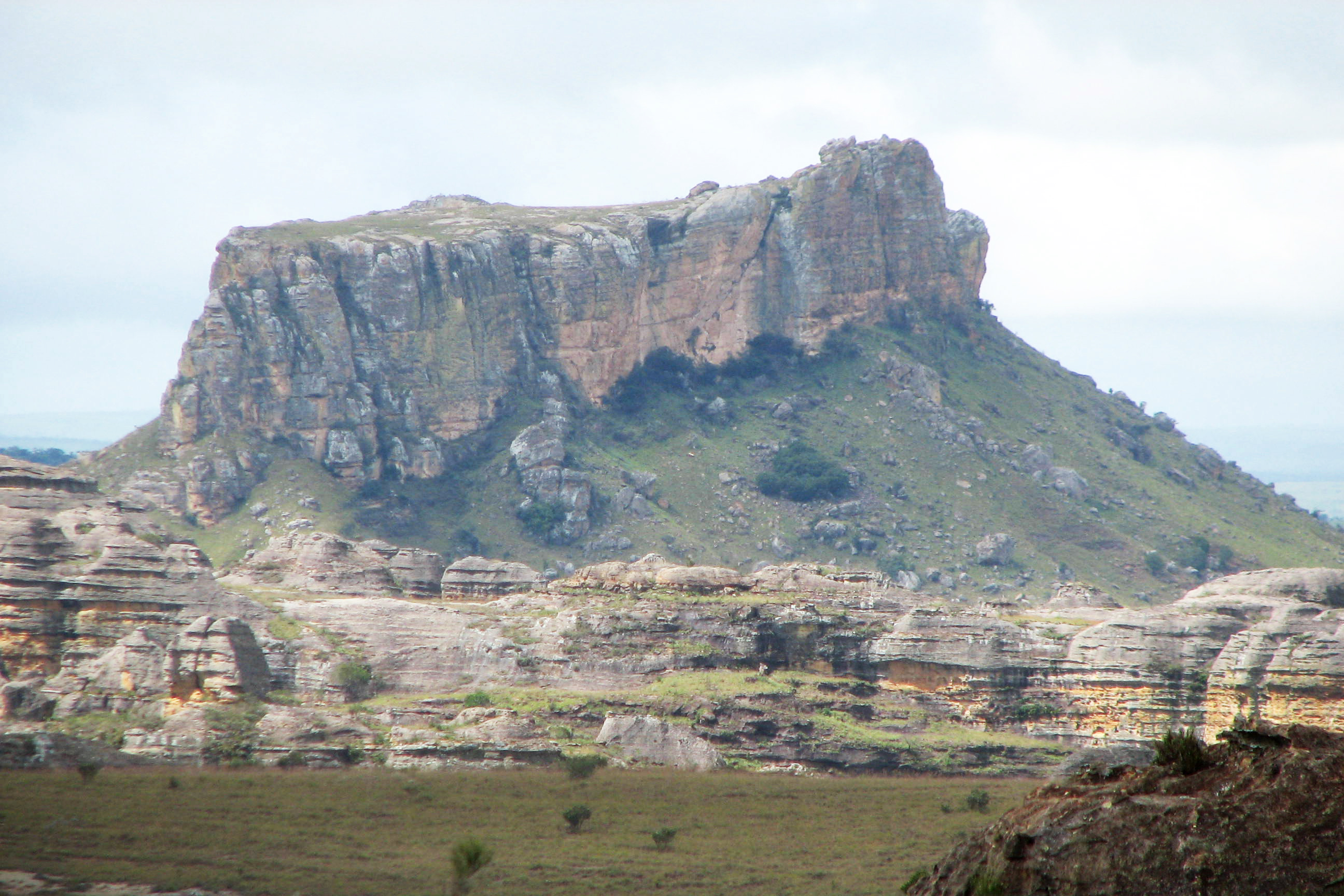
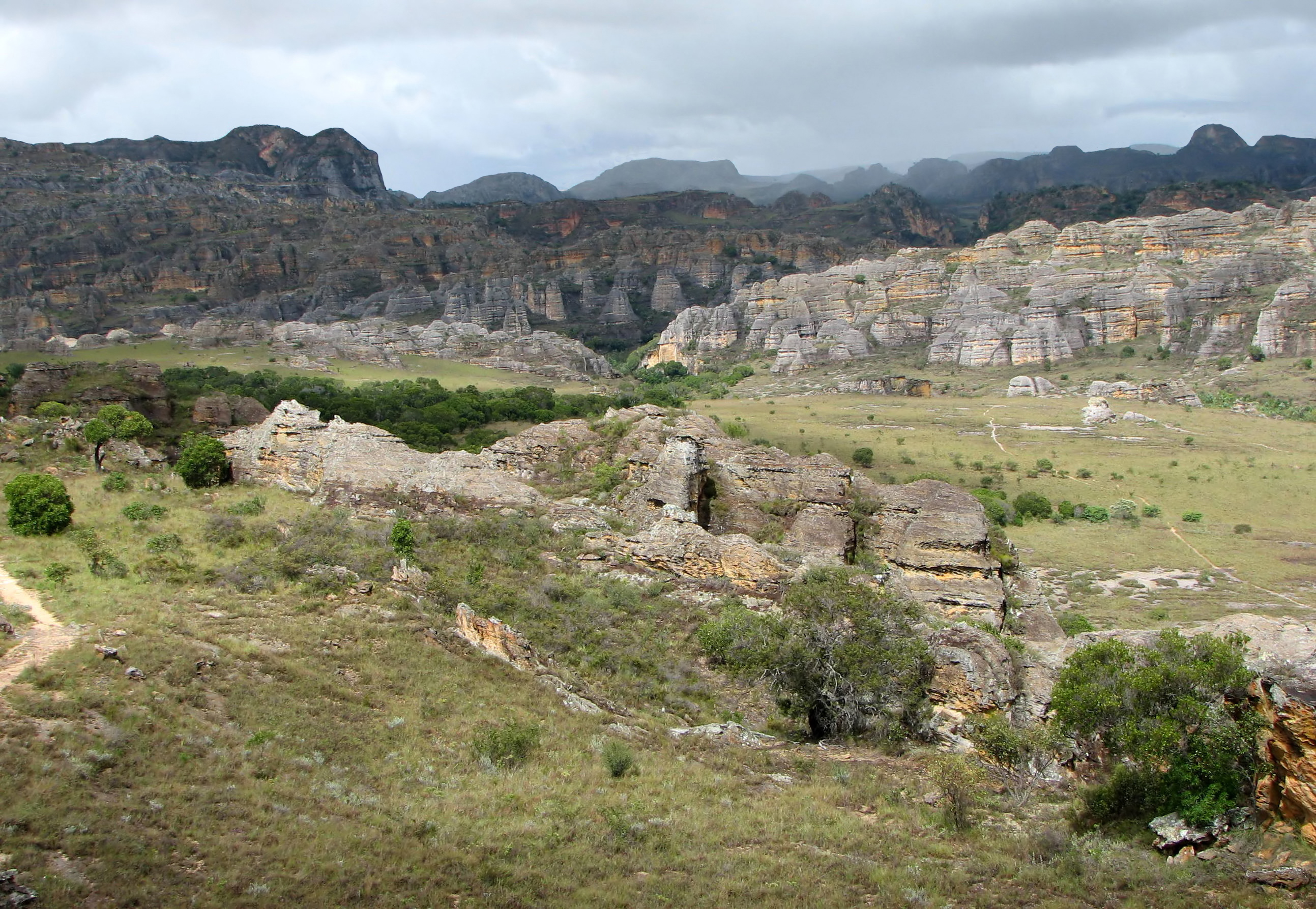
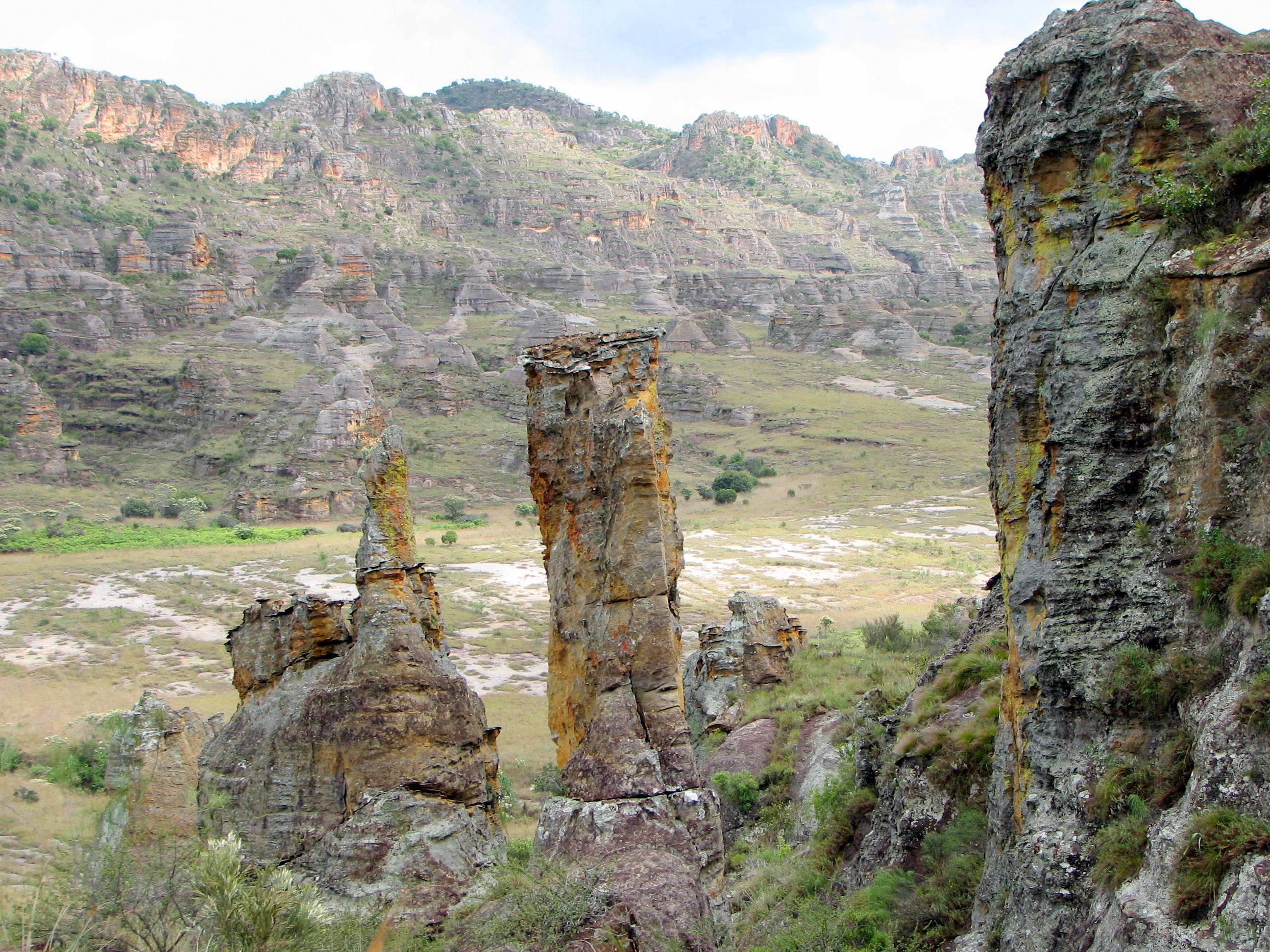
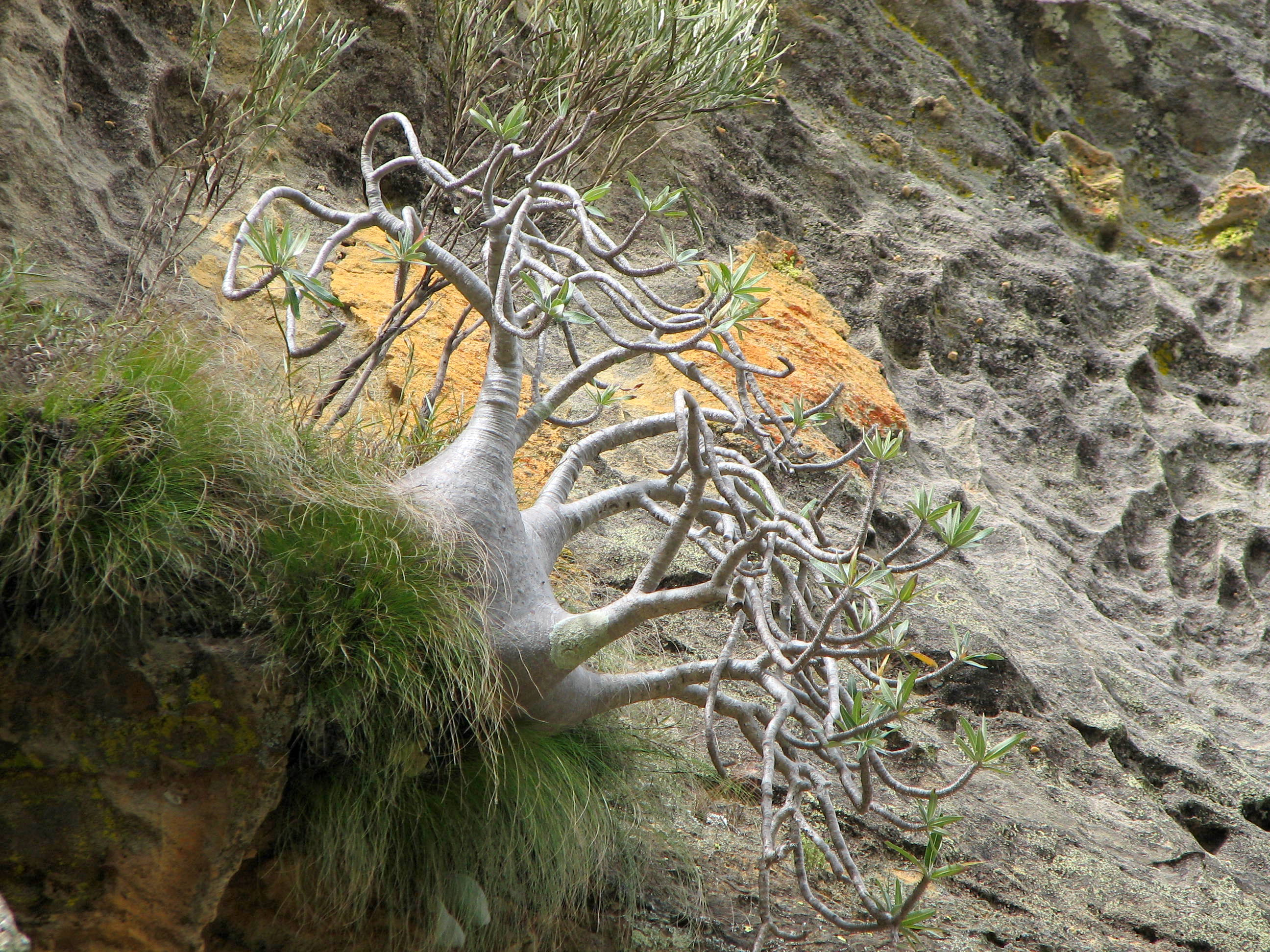
Pachypodium rosulatum Gracilius
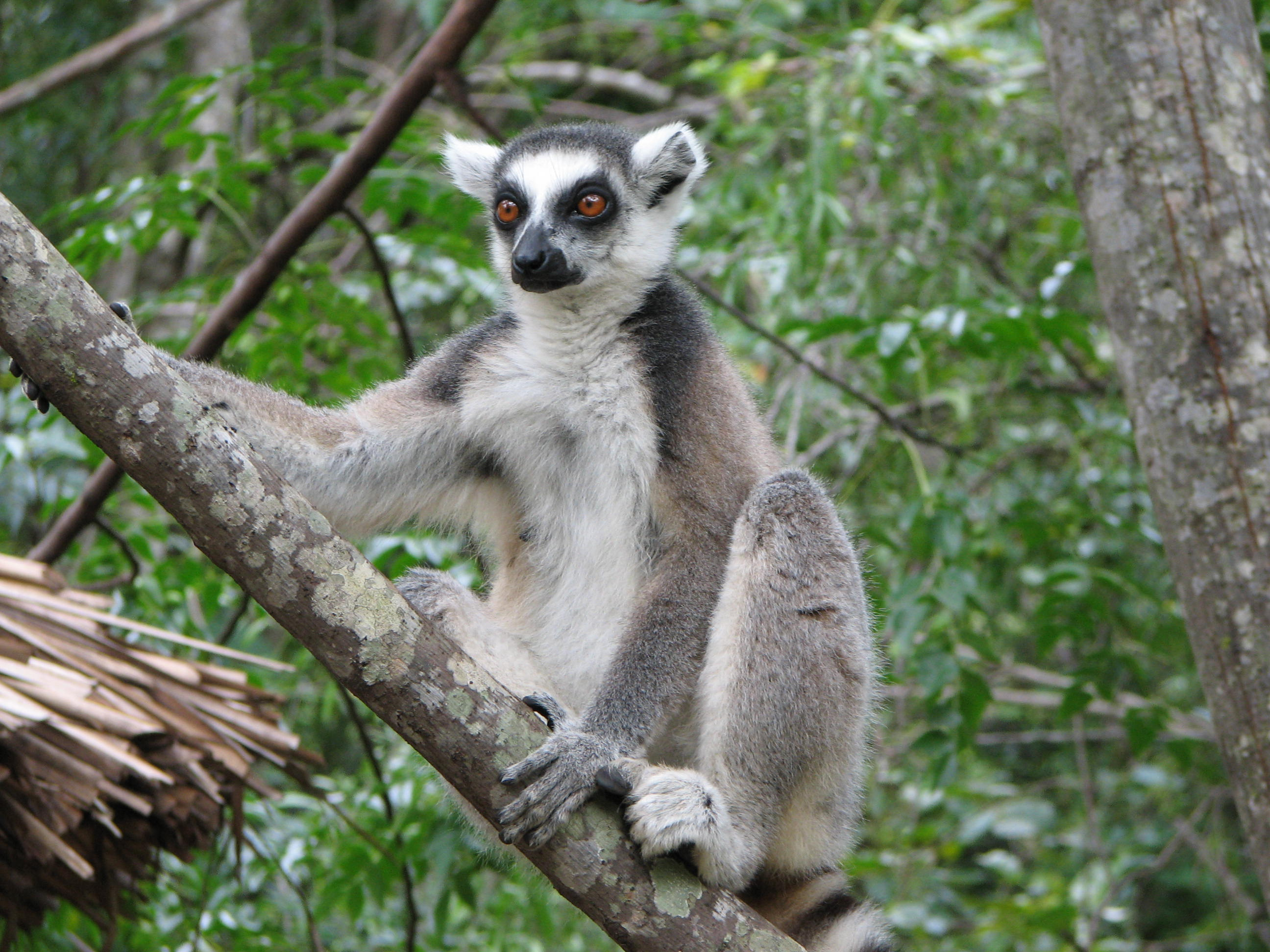
Lemur catta
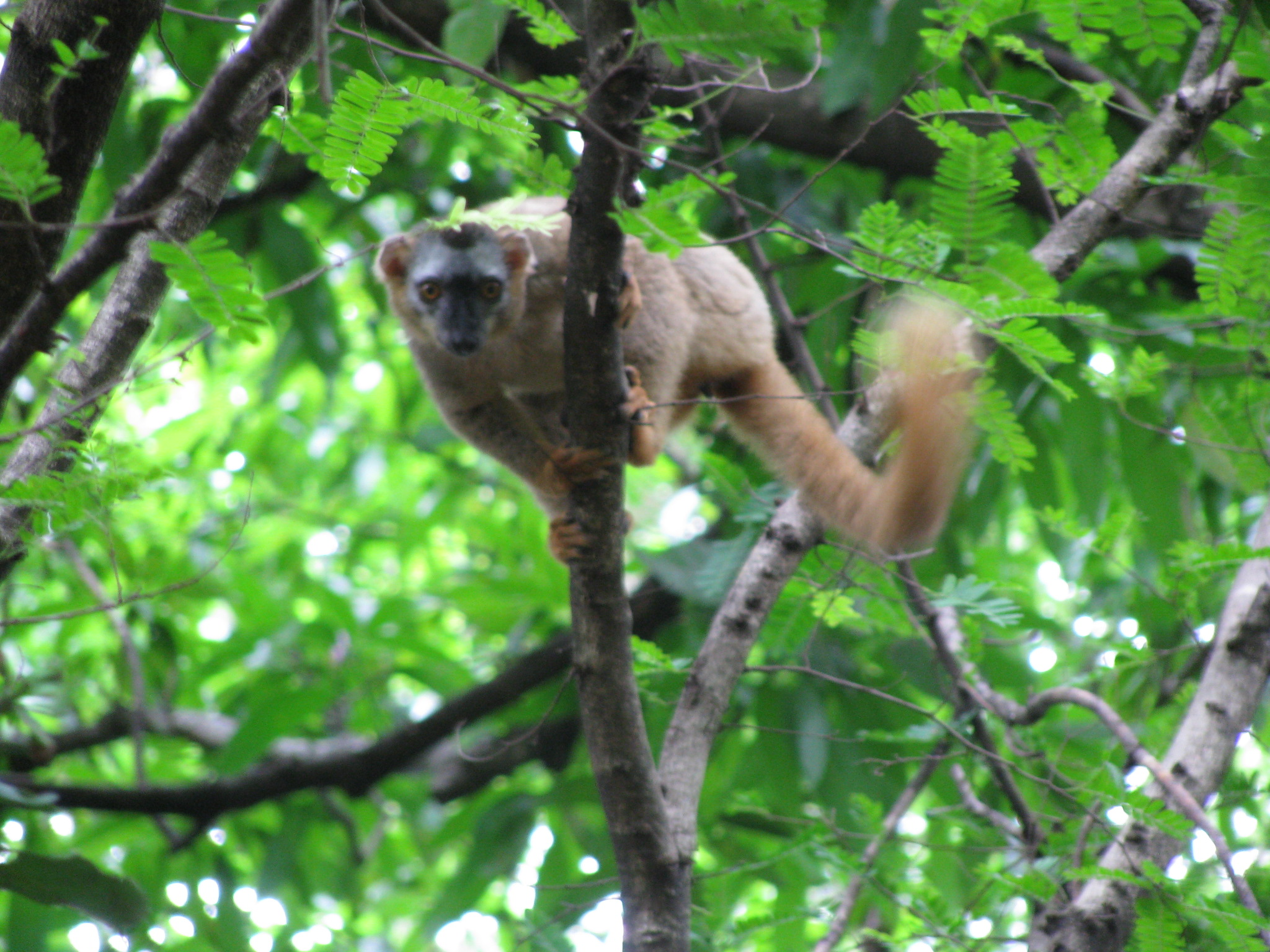
Lemur marrón